# Övre Veiskivattnet
Övre Veiskivattnet är en sjö huvudsakligen i Jokkmokks kommun i Lappland, men också i Norge. Sjön har en area på 0,408 km² varav 0,281 km² ligger i Sverige. Övre Veiskivattnet ligger 837 meter över havet.  
Övre Veiskivattnet ligger i Padjelanta Natura 2000-område.
Sjön har inget utlopp mot Sverige då den avvattnas av ett namnlöst vattendrag i Norge som mynnar i Viejkegjávrre och slutligen i fjorden Sørfolda (Atlanten). 